# 蓋特韋法姆斯 (特拉華州)
蓋特韋法姆斯（英語：Gateway Farms）是位於美國特拉華州紐卡斯爾縣的一個非建制地區。該地的面積和人口皆未知。

## 地理
蓋特韋法姆斯的座標為39°46′37″N 75°41′23″W / 39.77694°N 75.68972°W，而該地的平均海拔高度為82米（即269英尺）。